# Венделин (лунный кратер)
Кратер Венделин (лат. Vendelinus) — древний большой ударный кратер на восточной границе Моря Изобилия на видимой стороне Луны. Название присвоено в честь астронома из Фландрии Годефроя Венделина (1580—1667) и утверждено Международным астрономическим союзом в 1935 г. Образование кратера относится к донектарскому периоду.

## Описание кратера

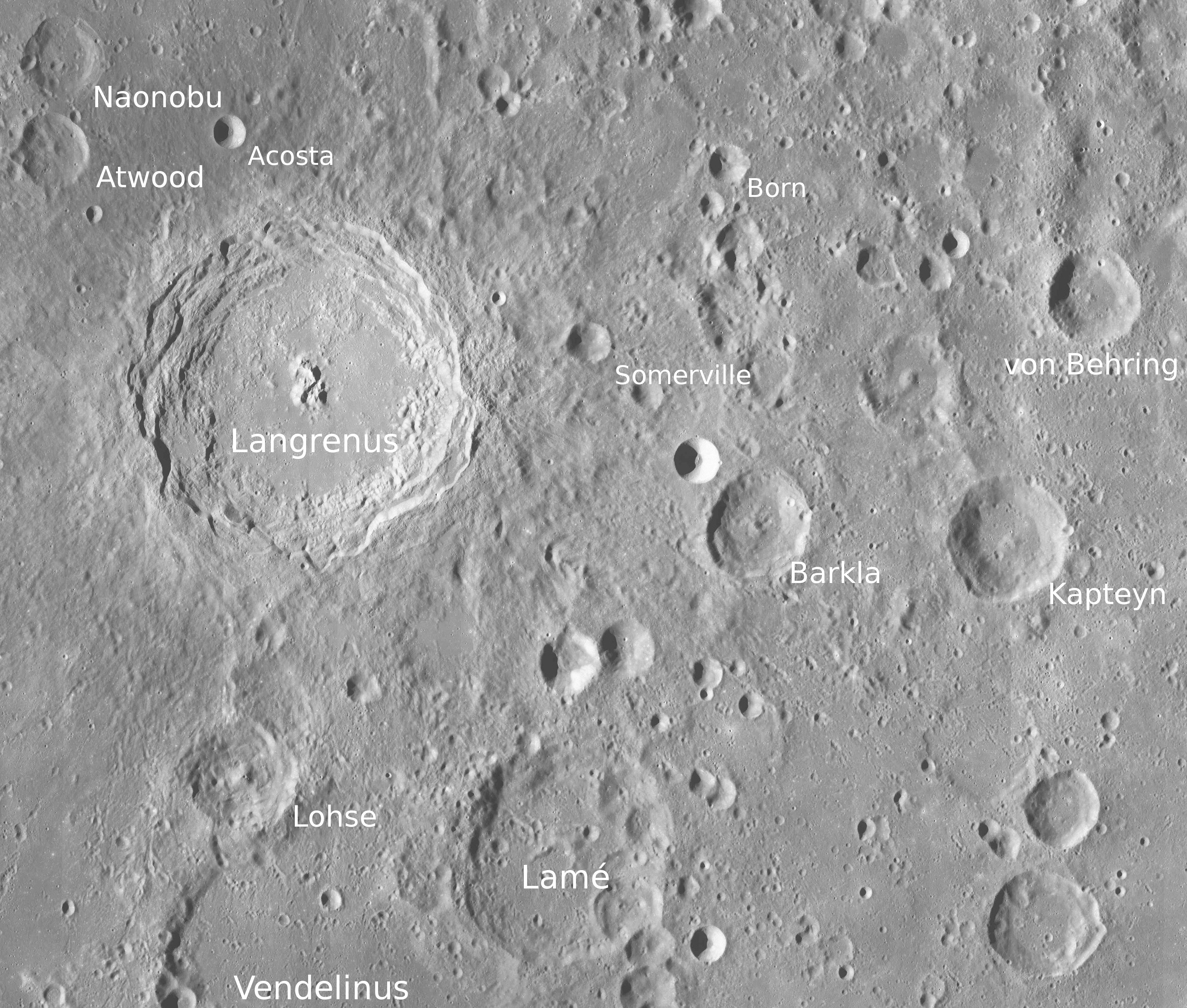
Окрестности кратера Венделин. Снимок зонда Lunar Reconnaissance Orbiter.

К северо-северо-западной кромке вала кратера примыкает кратер Лозе, северо-восточная часть кратера перекрыта крупным кратером Ламе, к южной части кратера примыкает кратер Холден. Ближайшими соседями кратера являются также большой кратер Лангрен на севере, кратеры Баркла и Каптейн на северо-востоке, большой кратер Бальмер на юго-востоке, огромный кратер Петавий и крупный кратер Роттсли на юге-юго-западе. На востоке от кратера Венделин располагается Море Изобилия. Селенографические координаты центра кратера — 16°28′ ю. ш. 61°33′ в. д. / 16,46° ю. ш. 61,55° в. д., диаметр — 141 км, глубина — 2,2 км.
Вследствие расположения у восточного лимба Луны кратер Венделин при наблюдениях с Земли имеет искаженную вытянутую форму. За время своего существования кратер значительно разрушен и перекрыт множеством импактов, при низких углах освещения Солнцем кратер достаточно тяжело различим. Вал кратера полностью разрушен на многих участках. Высота вала кратера над окружающей местностью — около 1600 м, объём — около 20 000 км3. Дно чаши кратера плоское и ровное, заполнено темной базальтовой лавой, испещрено множеством кратеров различного диаметра. В северо-восточной части чаши внешний откос вала кратера Ламе формирует поднятие местности. Центральный пик отсутствует.

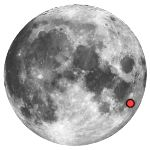
Месторасположение кратера

## Сателлитные кратеры
| Венделин | Координаты                                            | Диаметр, км |
| -------- | ----------------------------------------------------- | ----------- |
| D        | 19°03′ ю. ш. 58°14′ в. д. / 19,05° ю. ш. 58,24° в. д. | 10,0        |
| E        | 18°05′ ю. ш. 61°01′ в. д. / 18,08° ю. ш. 61,02° в. д. | 19,5        |
| F        | 18°29′ ю. ш. 64°55′ в. д. / 18,49° ю. ш. 64,92° в. д. | 32,0        |
| H        | 15°18′ ю. ш. 61°30′ в. д. / 15,30° ю. ш. 61,50° в. д. | 8,0         |
| K        | 13°49′ ю. ш. 62°26′ в. д. / 13,82° ю. ш. 62,44° в. д. | 8,9         |
| L        | 17°34′ ю. ш. 61°47′ в. д. / 17,56° ю. ш. 61,79° в. д. | 17,3        |
| N        | 16°49′ ю. ш. 65°52′ в. д. / 16,82° ю. ш. 65,87° в. д. | 17,3        |
| P        | 17°34′ ю. ш. 66°20′ в. д. / 17,56° ю. ш. 66,33° в. д. | 16,4        |
| S        | 15°24′ ю. ш. 57°59′ в. д. / 15,40° ю. ш. 57,98° в. д. | 5,8         |
| T        | 13°29′ ю. ш. 62°48′ в. д. / 13,49° ю. ш. 62,80° в. д. | 5,7         |
| U        | 15°55′ ю. ш. 58°44′ в. д. / 15,91° ю. ш. 58,73° в. д. | 5,4         |
| V        | 15°33′ ю. ш. 55°55′ в. д. / 15,55° ю. ш. 55,92° в. д. | 5,8         |
| W        | 14°35′ ю. ш. 58°42′ в. д. / 14,59° ю. ш. 58,70° в. д. | 4,9         |
| Y        | 17°35′ ю. ш. 62°14′ в. д. / 17,58° ю. ш. 62,24° в. д. | 10,9        |
| Z        | 17°12′ ю. ш. 62°25′ в. д. / 17,20° ю. ш. 62,41° в. д. | 7,4         |

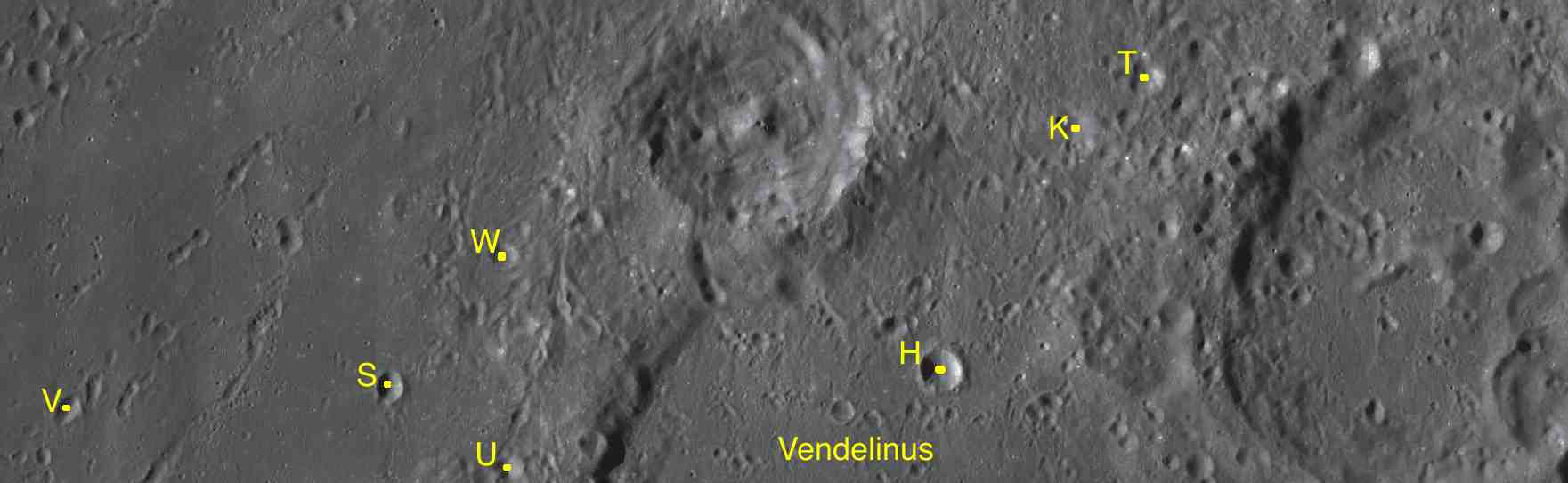
Фрагмент карты LAC-80.

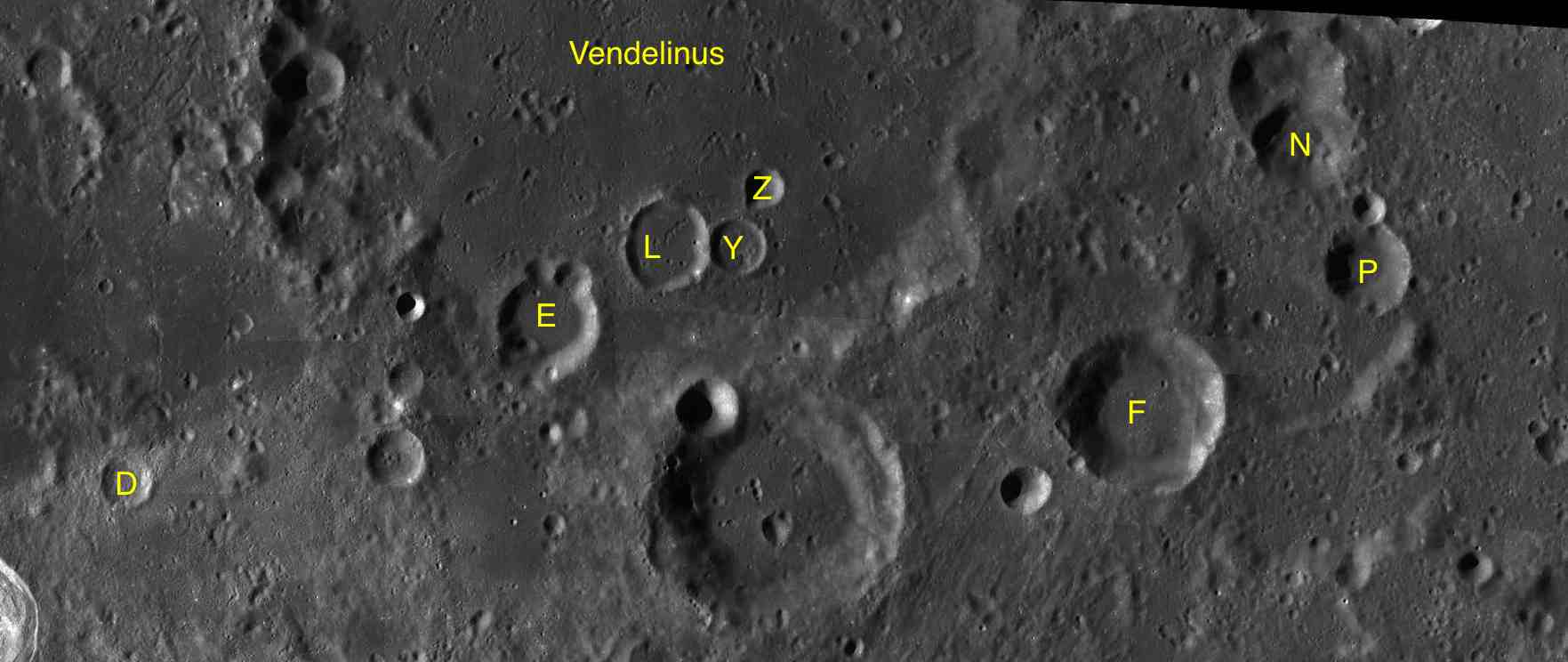
Фрагмент карты LAC-98.

- Образование сателлитного кратера Венделин F относится к нектарскому периоду[1].

## Галерея

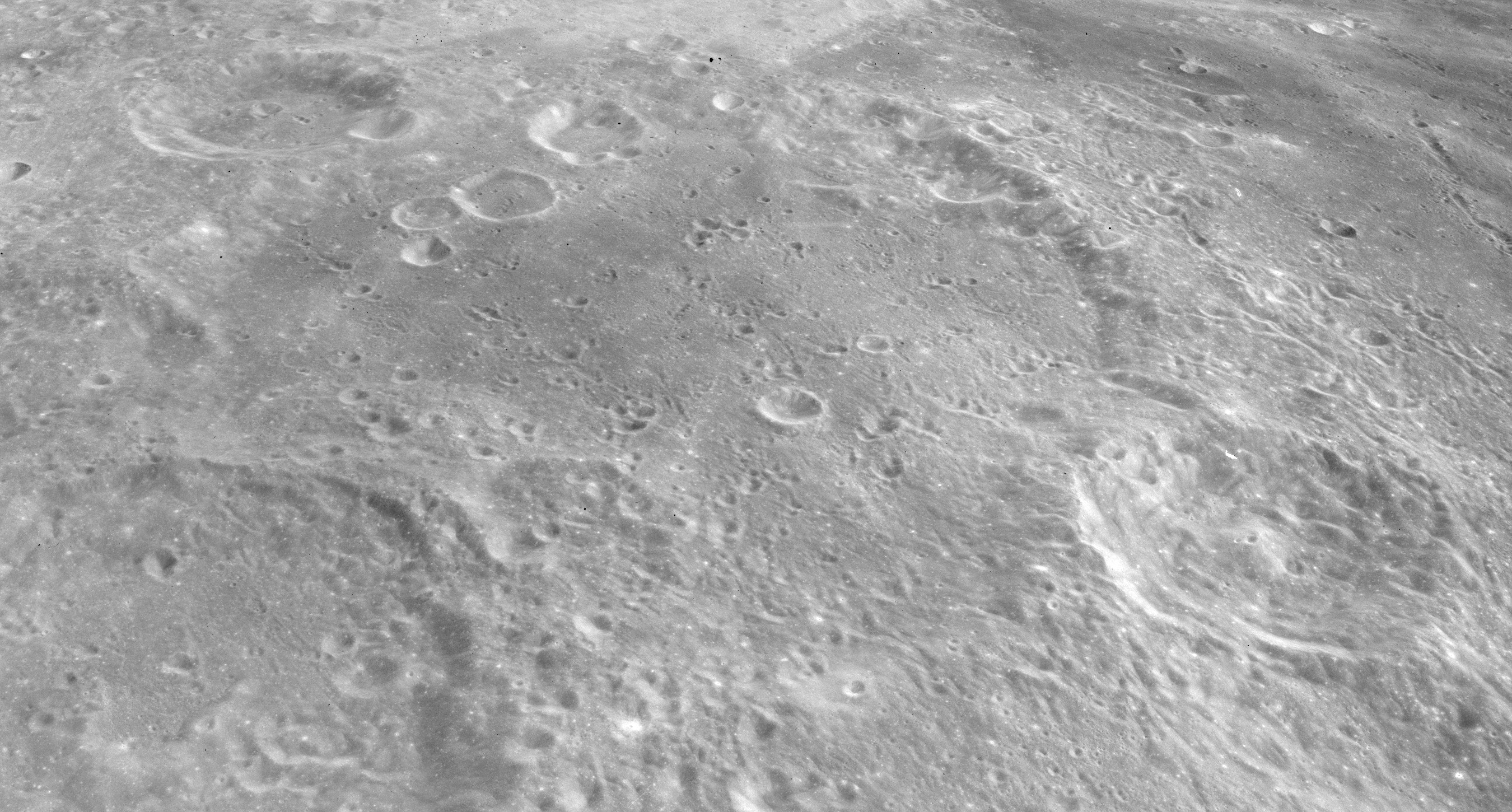
Снимок кратера с борта Аполлона-15.
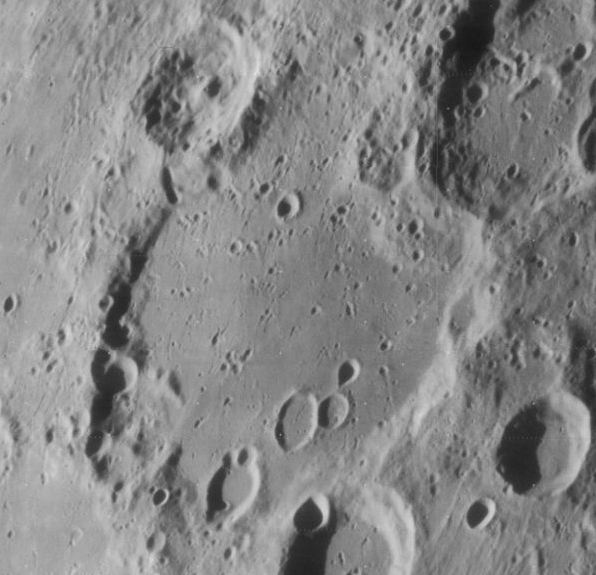
Снимок зонда Lunar Orbiter - IV.